# Lätt tungvikt i boxning vid olympiska sommarspelen 1980
Resultat från boxning vid olympiska sommarspelen 1980 och herrarnas lätta tungvikt. De 16 boxarna vägde under 81 kg. Tävlingarna arrangerades i Indoor Stadium of the Olympiski Sports Complex i Moskva.

## Medaljörer
| Klass         | Guld                         | Silver                | Brons                       |
| Lätt tungvikt | Slobodan Kačar · Jugoslavien | Paweł Skrzecz · Polen | Herbert Bauch · Östtyskland |
| Lätt tungvikt | Slobodan Kačar · Jugoslavien | Paweł Skrzecz · Polen | Ricardo Rojas · Kuba        |

## Resultat

### Första rundan
| Vinnare               | Resultat      | Förlorare                 |
| Första rundan         | Första rundan | Första rundan             |
| --------------------- | ------------- | ------------------------- |
| Herbert Bauch (GDR)   | 5-0           | Bozhidar Ivanov (BUL)     |
| Benny Pike (AUS)      | RET-2         | Anaclet Wamba (CGO)       |
| Slobodan Kacar (YUG)  | RET-2         | Nassoro Michael (TAN)     |
| David Kvachadze (URS) | RSC-2         | Andrew McDonald (GBR)     |
| Pawel Skrzecz (POL)   | WO            | Mohamed Bouchiche (ALG)   |
| Georgica Donici (ROU) | RSC-2         | Jean-Paul Nanga (CMR)     |
| Michael Madsen (DEN)  | 3-2           | Csaba Kuzma (HUN)         |
| Ricardo Rojas (CUB)   | 5-0           | Ismail Kalil Salman (IRQ) |

### Kvartsfinaler
| Vinnare              | Resultat      | Förlorare             |
| Kvartsfinaler        | Kvartsfinaler | Kvartsfinaler         |
| -------------------- | ------------- | --------------------- |
| Herbert Bauch (GDR)  | KO-2          | Benny Pike (AUS)      |
| Slobodan Kacar (YUG) | 4-1           | David Kvachadze (URS) |
| Pawel Skrzecz (POL)  | 4-1           | Georgica Donici (ROU) |
| Ricardo Rojas (CUB)  | 4-1           | Michael Madsen (DEN)  |

### Semifinaler
| Vinnare              | Resultat    | Förlorare           |
| Semifinaler          | Semifinaler | Semifinaler         |
| -------------------- | ----------- | ------------------- |
| Slobodan Kacar (YUG) | RSC-2       | Herbert Bauch (GDR) |
| Pawel Skrzecz (POL)  | 3-2         | Ricardo Rojas (CUB) |

### Final
| Vinnare              | Resultat | Förlorare           |
| Final                | Final    | Final               |
| -------------------- | -------- | ------------------- |
| Slobodan Kacar (YUG) | 4-1      | Pawel Skrzecz (POL) |